# Héron garde-bœufs
Ardea ibis
Espèce
Synonymes
- Lepterodatis ibis (Linnaeus, 1758)

Répartition géographique
- zone de nidification
- résident permanent
- non nicheur

Statut de conservation UICN

 LC  : Préoccupation mineure
Statut CITES
Le héron garde-bœufs (Ardea ibis) ou encore pique-bœufs, est une espèce d'oiseaux échassiers, de la famille des Ardéidés, qui compte les hérons, les aigrettes, les butors et apparentés.
On le trouve dans les régions tropicales, subtropicales et tempérées chaudes. Originaire d'Afrique et d'Europe, il a connu une expansion rapide de son aire de répartition et s'est répandu avec succès à travers le continent américain.
C'est un oiseau trapu blanc, orné de plumes de couleur chamois pendant la saison de reproduction, qui niche en colonies, habituellement à proximité des plans d'eau et souvent avec d'autres échassiers. Le nid est une plate-forme de branches placée dans les arbres ou les arbustes. Contrairement à la plupart des autres hérons, il se nourrit dans les habitats herbeux relativement secs, accompagnant souvent le bétail ou d'autres grands mammifères, se nourrissant d'insectes et des petits vertébrés perturbés par ces animaux. Certaines populations sont migratrices et d'autres se dispersent aussitôt après la période de reproduction.
Le héron garde-bœufs a peu de prédateurs, mais des oiseaux ou des mammifères peuvent piller son nid, les poussins peuvent mourir de faim, de carence en calcium ou de perturbation par d'autres grands oiseaux. Cette espèce supprime les tiques et les mouches provenant de bovins, mais elle peut être un danger pour la sécurité des aérodromes et a été impliquée dans la propagation de maladies animales transmises par les tiques.

## Description

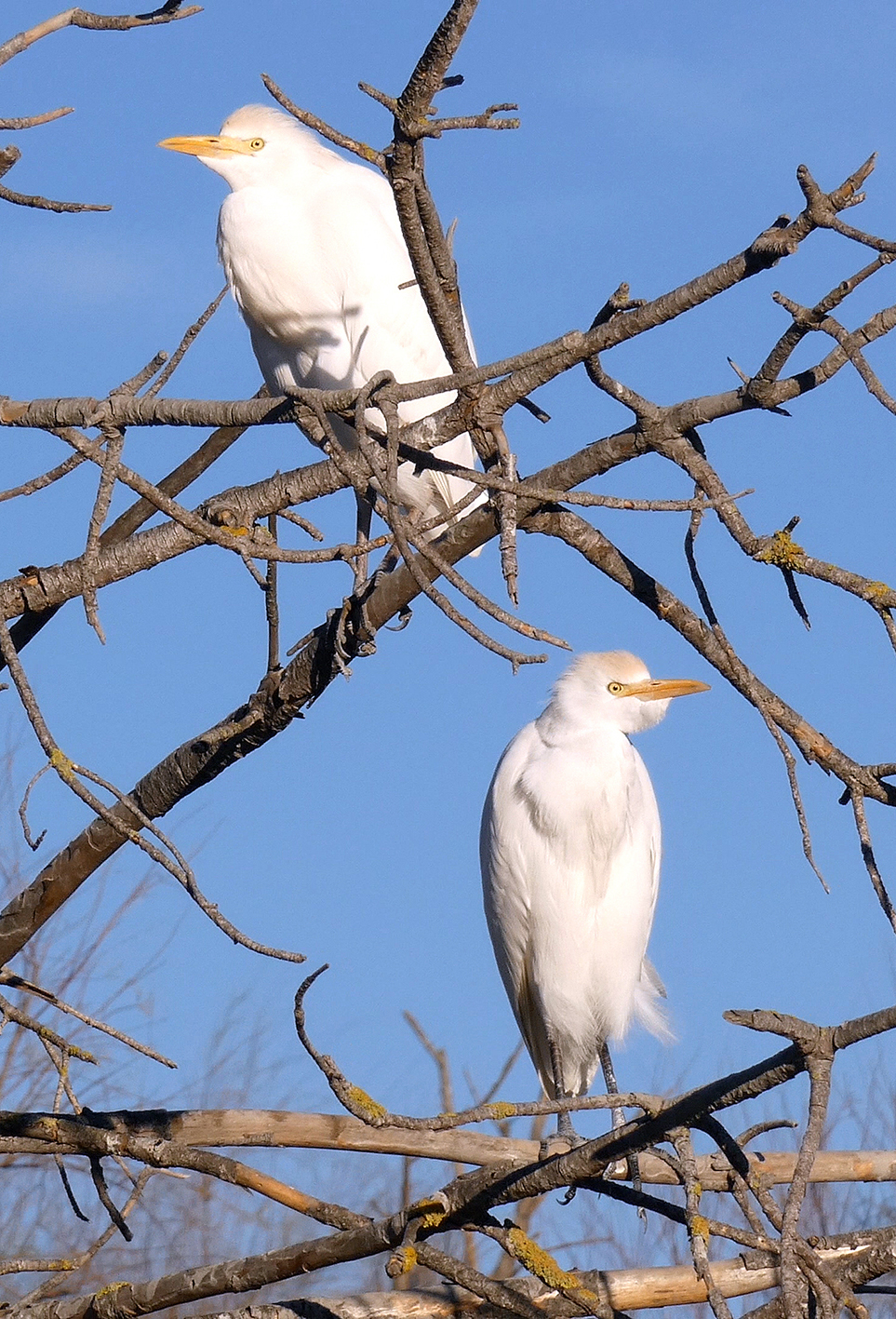
Camargue (France).

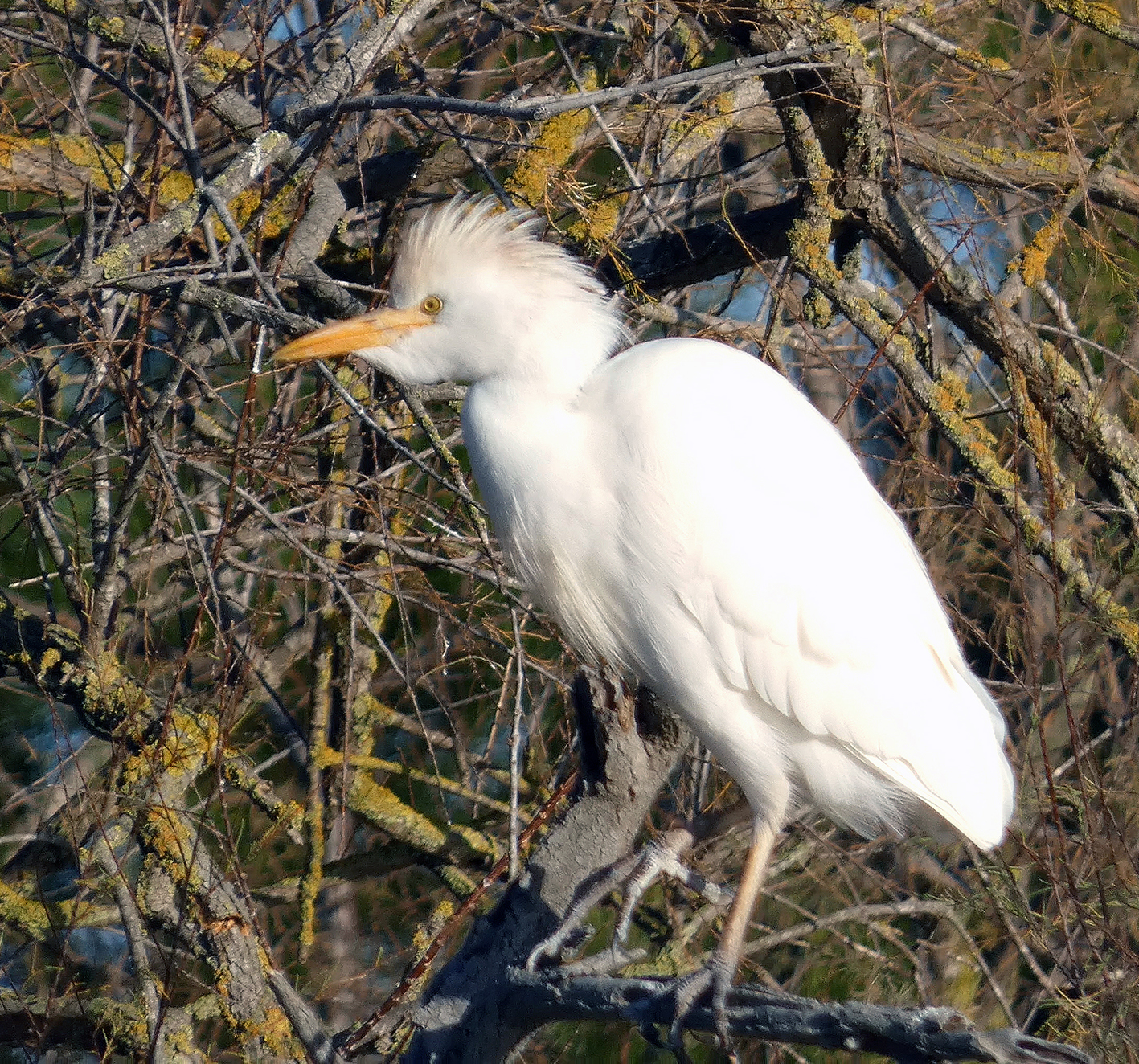
Camargue (France).

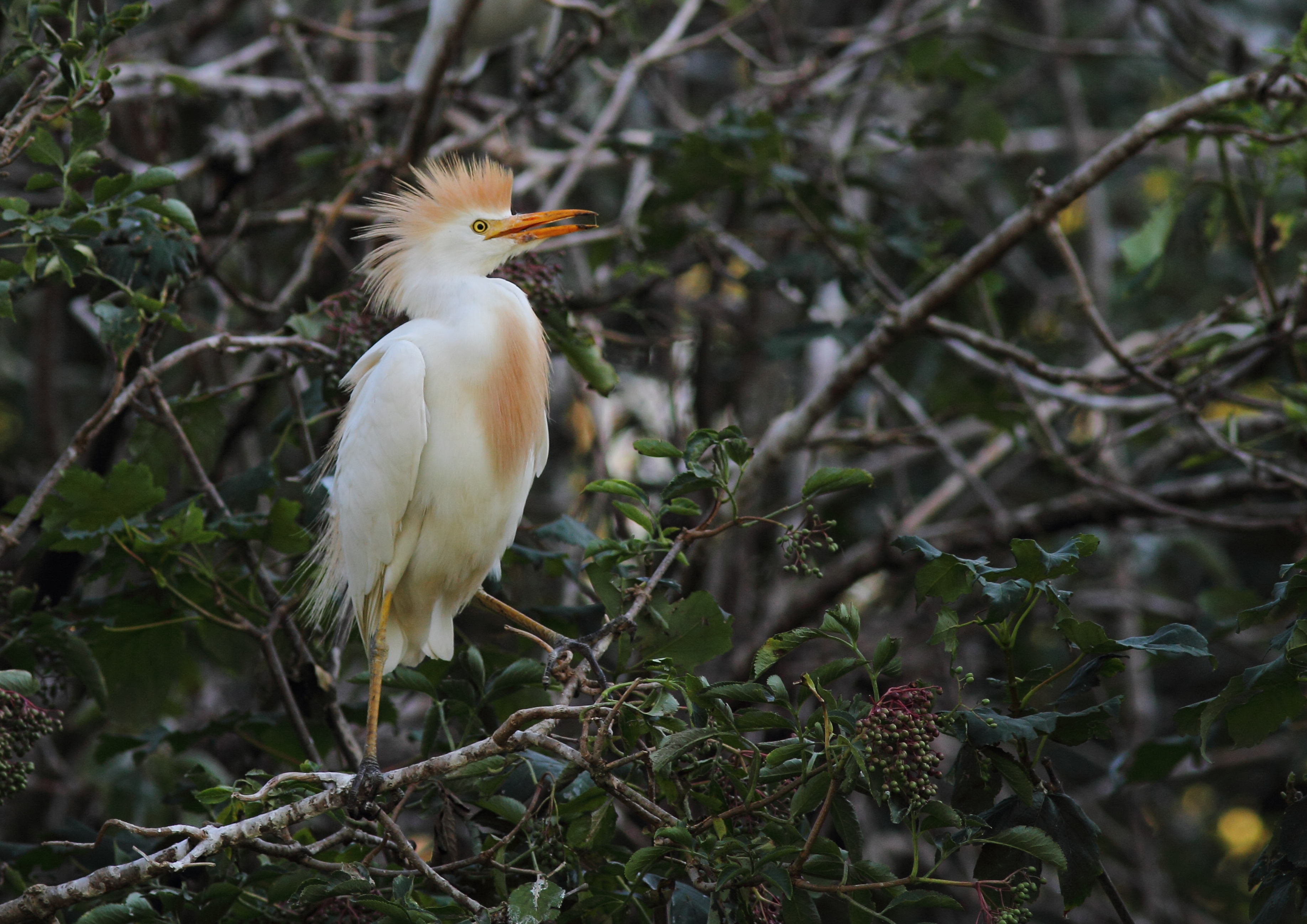
Un héron garde-bœufs en plumage nuptial dans le Tarn.

Le héron garde-bœufs est un oiseau trapu de 88 à 96 cm d'envergure, de 46 à 56 cm de longueur et pesant entre 270 et 512 g. Il a un cou relativement court et épais, un bec robuste et une posture voûtée car il rentre son cou dans les épaules. L'adulte, hors période de reproduction, a un plumage principalement blanc, le bec jaune et les pattes d'un gris-jaunâtre. Au cours de la saison de reproduction, les adultes de la sous-espèce nominale développent un plumage orange chamois sur le dos, la poitrine et la couronne, alors que le bec, les pattes et les iris deviennent rouge vif pour une brève période avant l'accouplement. Les deux sexes sont semblables mais le mâle est légèrement plus grand et a un plumage nuptial un peu plus étendu que la femelle. Les juvéniles n'ont pas de plumes colorées et ont un bec noir,. Il a une espérance de vie d'une quinzaine d'années.

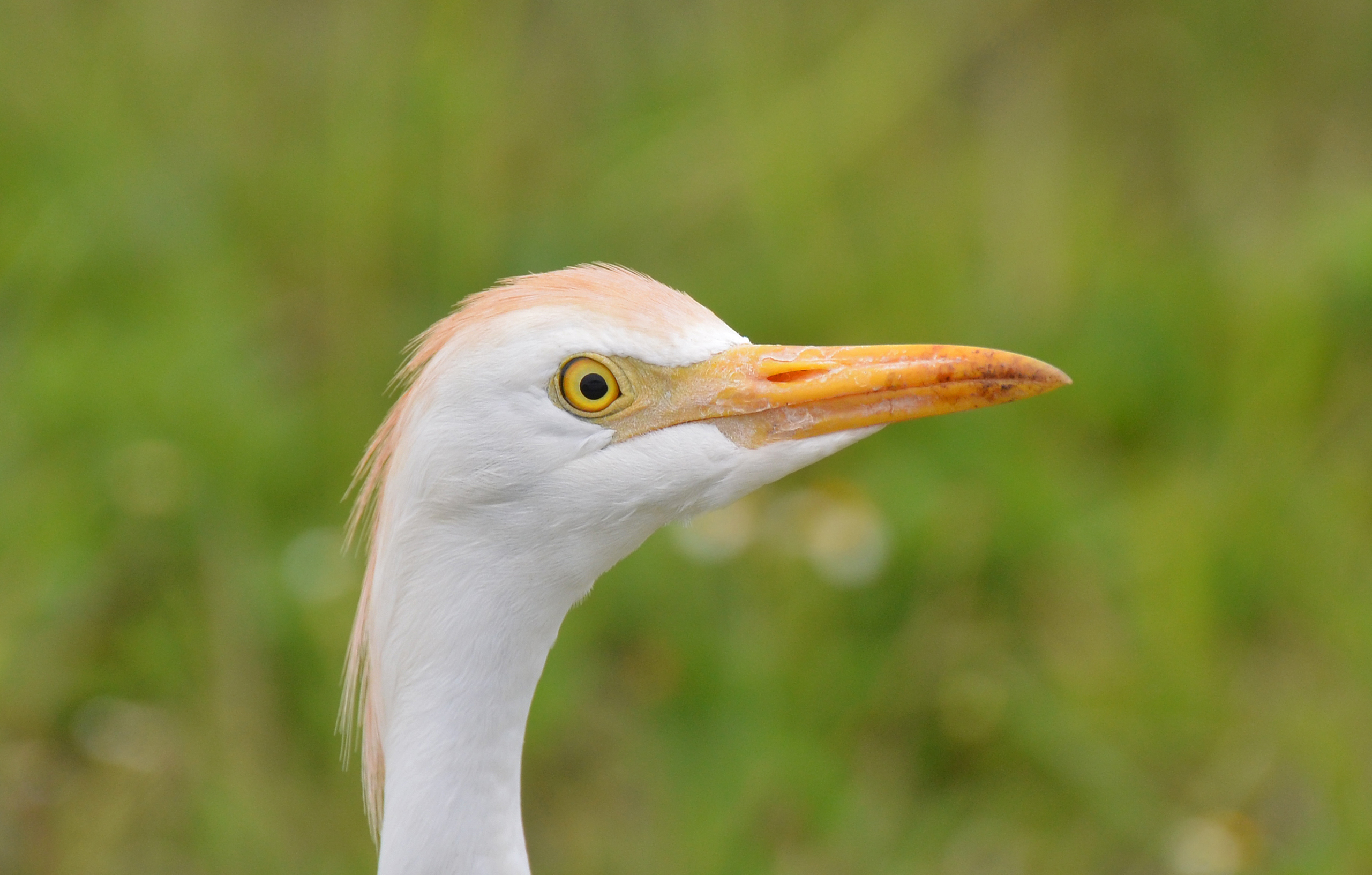
Tête du héron garde-bœuf.

L'adulte en plumage internuptial et le juvénile se distinguent aisément de l'aigrette garzette par le bec jaune (toutefois certains juvéniles peuvent présenter un bec foncé), l'absence de contraste existant chez cette espèce entre les doigts jaune pâle et les pattes noirâtres, et l'allure nettement plus massive.
A. i. coromandus (parfois élevé au rang d'espèce sous le nom de gardebœuf d'Asie) diffère de la sous-espèce nominale par le plumage nuptial, lorsque la couleur chamois s'étend de la tête sur les joues et la gorge et que les plumes sont plus de couleur dorée. Le bec et le tarse de cette sous-espèce sont en moyenne plus longs que chez A. i. ibis. A. i. seychellarum est plus petit et a les ailes plus courtes que les autres sous-espèces. Il a les joues et la gorge blanches, comme A. i. ibis, mais les plumes nuptiales sont dorées, comme chez A. i. coromandus.
Le positionnement des yeux lui permet d'avoir une vision binoculaire pendant qu'il mange et des études physiologiques suggèrent que cette espèce peut être en mesure d'avoir une activité crépusculaire ou nocturne. Adaptée à la recherche de nourriture sur le sol, elle a perdu la capacité possédée par ses parents des zones humides de corriger avec précision la réfraction de la lumière sur l'eau.
Cette espèce lance un calme, rauque « rick-rack » en période de reproduction, mais sinon est le plus souvent silencieuse.

## Répartition et habitat

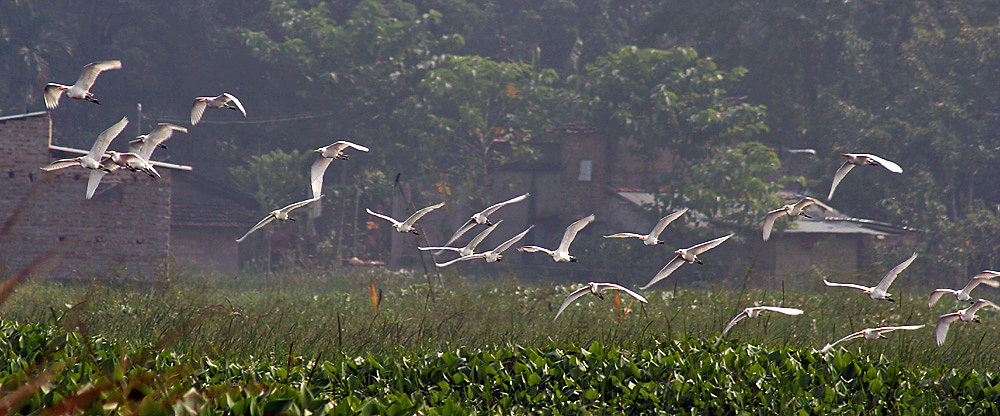
Vol de hérons dans son habitat typique de prairie au Kolkata.

Son expansion en Amérique.

Le héron garde-bœufs a connu l'une des plus rapides et importantes extensions naturelles de toutes les espèces d'oiseaux. Originaire des régions du sud de l'Espagne et du Portugal, d'Afrique tropicale et subtropicale et d'Asie tropicale humide et subtropicale, il était connu dans l'Égypte antique dès l'ancien empire, où il est représenté sous forme de hiéroglyphe. À la fin du XIXe siècle, il a commencé à élargir son territoire vers le sud de l'Afrique, la première reproduction connue dans la province du Cap ayant eu lieu en 1908. Le héron garde-bœufs a été aperçu pour la première fois en Amérique à la frontière de la Guyane et du Suriname en 1877, après avoir apparemment survolé l'océan Atlantique,. Ce n'est que dans les années 1930 qu'on considèrera que l'espèce s'est implantée dans la région.
L'espèce est arrivée en Amérique du Nord en 1941 (des observations plus anciennes ont été initialement rejetées comme trop évasives), s'est reproduite en Floride en 1953 et s'est rapidement propagée, se reproduisant pour la première fois au Canada en 1962. On le rencontre maintenant communément à l'extrême ouest de la Californie. Il a d'abord été enregistré comme se reproduisant à Cuba en 1957, au Costa Rica en 1958, et au Mexique en 1963, même s'il s'était probablement installé là avant cette date. En Europe, l'espèce a historiquement commencé de décliner en Espagne et au Portugal, mais à la fin du XXe siècle, elle s'est étendue à travers la péninsule ibérique, puis a commencé à coloniser d'autres parties de l'Europe : le sud de la France en 1958, le nord de la France en 1981 et l'Italie en 1985. Sa reproduction au Royaume-Uni a été enregistrée pour la première fois en 2008, un an seulement après avoir été vue sur place l'année précédente,. Un vol de héron garde-bœufs a été signalé en Irlande pour la première fois en 2008. En septembre 2014, un héron garde-bœufs a été observé en Norvège dans le Comté de Sør-Trøndelag. Puis en novembre 2015, une quarantaine d'oiseaux ont été observés un peu plus au nord, à Inderøy, dans le Nord-Trøndelag. En juillet 2023, il est déclaré, pour la première fois, nicheur dans le Tessin en Suisse.
En Australie, la colonisation a commencé dans les années 1940, avec des individus venant s'établir dans le nord et l'est du pays. Il a commencé à visiter régulièrement la Nouvelle-Zélande dans les années 1960. Depuis 1948, il est devenu résident permanent en Israël. Avant 1948, il était seulement visiteur hivernal.
L'expansion massive et rapide du territoire du héron garde-bœufs est à mettre en relation avec les humains et leurs animaux domestiques. À l'origine, adapté à une relation commensale avec des animaux migrateurs de grande taille, il a pu facilement passer par le bétail et les chevaux domestiques. Comme l'élevage du gros bétail s'est propagé dans le monde entier, il a été capable d'occuper des niches laissées vides. De nombreuses populations de hérons garde-bœufs sont migratrices et se dispersent facilement, ce qui a contribué à l'expansion de l'aire de l'espèce. L'espèce est considérée comme vagabonde dans diverses îles sub-antarctiques, comme la Géorgie du Sud-et-les Îles Sandwich du Sud, l'île Marion et les îles Orcades du Sud. Un petit troupeau de huit oiseaux a également été vu aux îles Fidji en 2008.
En plus d'une expansion naturelle de leur territoire, les hérons garde-bœufs ont été introduits volontairement dans certaines régions. L'espèce a été introduite à Hawaï en 1959, et dans l'archipel des Chagos en 1955. Des tentatives réussies ont également été faites aux Seychelles et sur Rodrigues mais les tentatives d'introduction de l'espèce sur l'île Maurice a échoué. De nombreux oiseaux ont également été libérés par le zoo de Whipsnade en Angleterre, mais les espèces ne se sont jamais installées sur place.
Le héron garde-bœufs ne se nourrit que rarement en eau peu profonde, contrairement à la plupart des hérons ; il est généralement trouvé dans les champs et les zones herbeuses, reflétant sa plus grande dépendance alimentaire vis-à-vis des insectes terrestres que des proies aquatiques.

### Migration et dispersion
Certaines populations de hérons garde-bœufs sont migratrices, tandis que d'autres sont dispersives et la distinction entre les deux peut être difficile pour cette espèce. Les populations de nombreuses régions, peuvent contenir des individus sédentaires et migrateurs. Dans l'hémisphère nord, la migration se fait des régions les plus froides vers les zones les plus chaudes, alors que les hérons garde-bœufs qui nichent en Australie en zone chaude migrent vers la Tasmanie et la Nouvelle-Zélande plus froides en hiver et reviennent au printemps. La migration en Afrique de l'Ouest est adaptée à la pluie et certains oiseaux migrateurs d'Amérique du Sud se rendent au sud de leur aire de reproduction en dehors de la saison de reproduction. Les populations du sud de l'Inde semblent effectuer les migrations locales en fonction de la mousson. Elles se déplacent au nord de Kerala après septembre,. Pendant l'hiver, de nombreux oiseaux ont été vus volant la nuit avec des troupeaux de crabiers de Gray (Ardeola grayii) sur la côte sud-est de l'Inde et on a noté également un afflux hivernal de cet oiseau au Sri Lanka.
Les jeunes oiseaux sont connus pour pouvoir s'éloigner de 5 000 km de leur zone de reproduction. Les groupes peuvent voler sur de grandes distances et on en a vu sur les mers et les océans, y compris au milieu de l'océan Atlantique.

### Statut
Cette espèce possède un vaste territoire, estimé globalement aux environs de 10 millions de kilomètres carrés. Sa population mondiale estimée entre 3,8 et 6,7 millions d'individus. Pour ces raisons, l'espèce est considérée comme de préoccupation mineure[réf. nécessaire]. D'autre part son expansion et son installation sur des territoires plus vastes ont conduit à la classer comme une espèce envahissante (bien que peu, voire aucun impact n'ait été encore noté).

## Comportement

### Reproduction

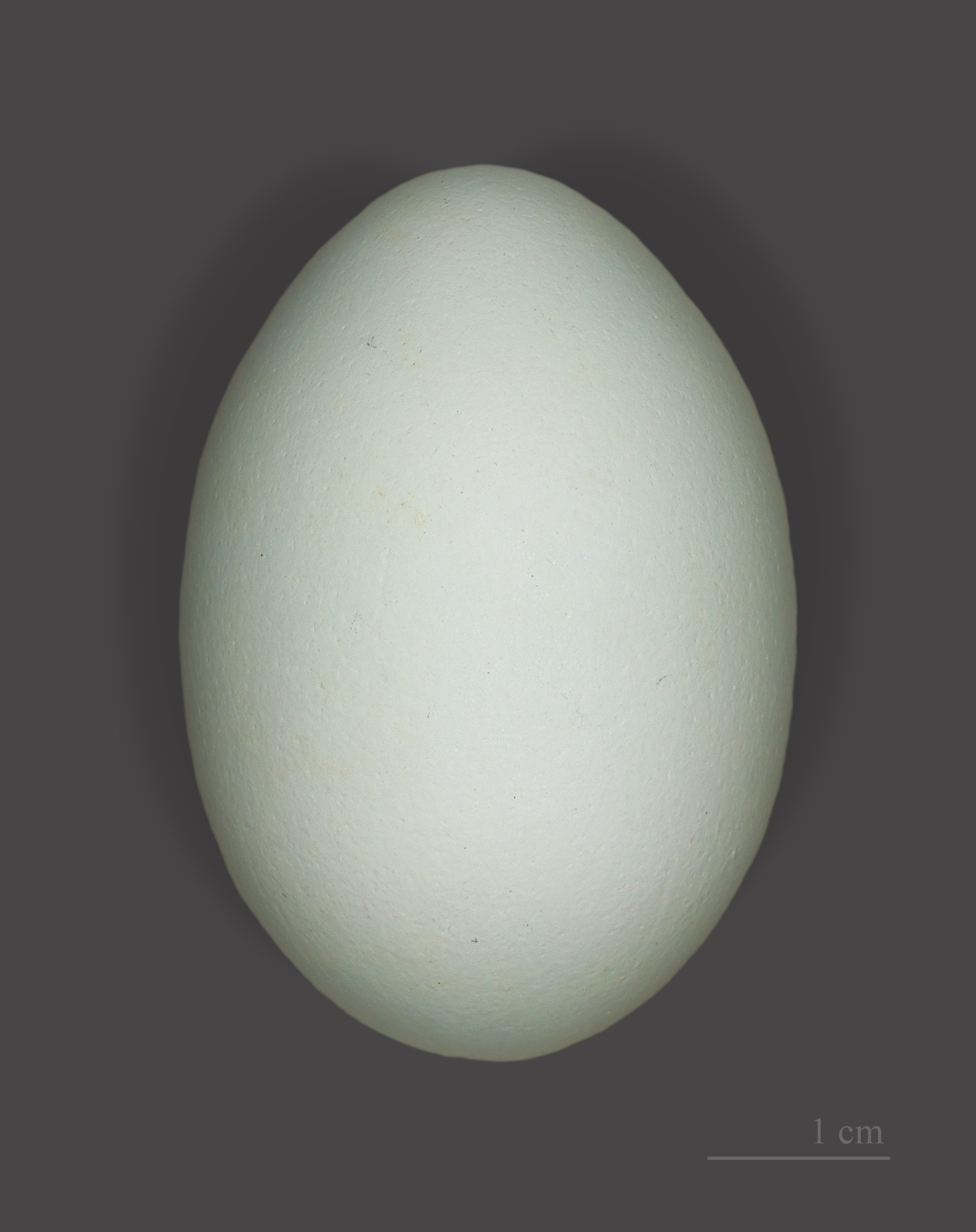
Œuf récolté par René de Naurois – Muséum de Toulouse.

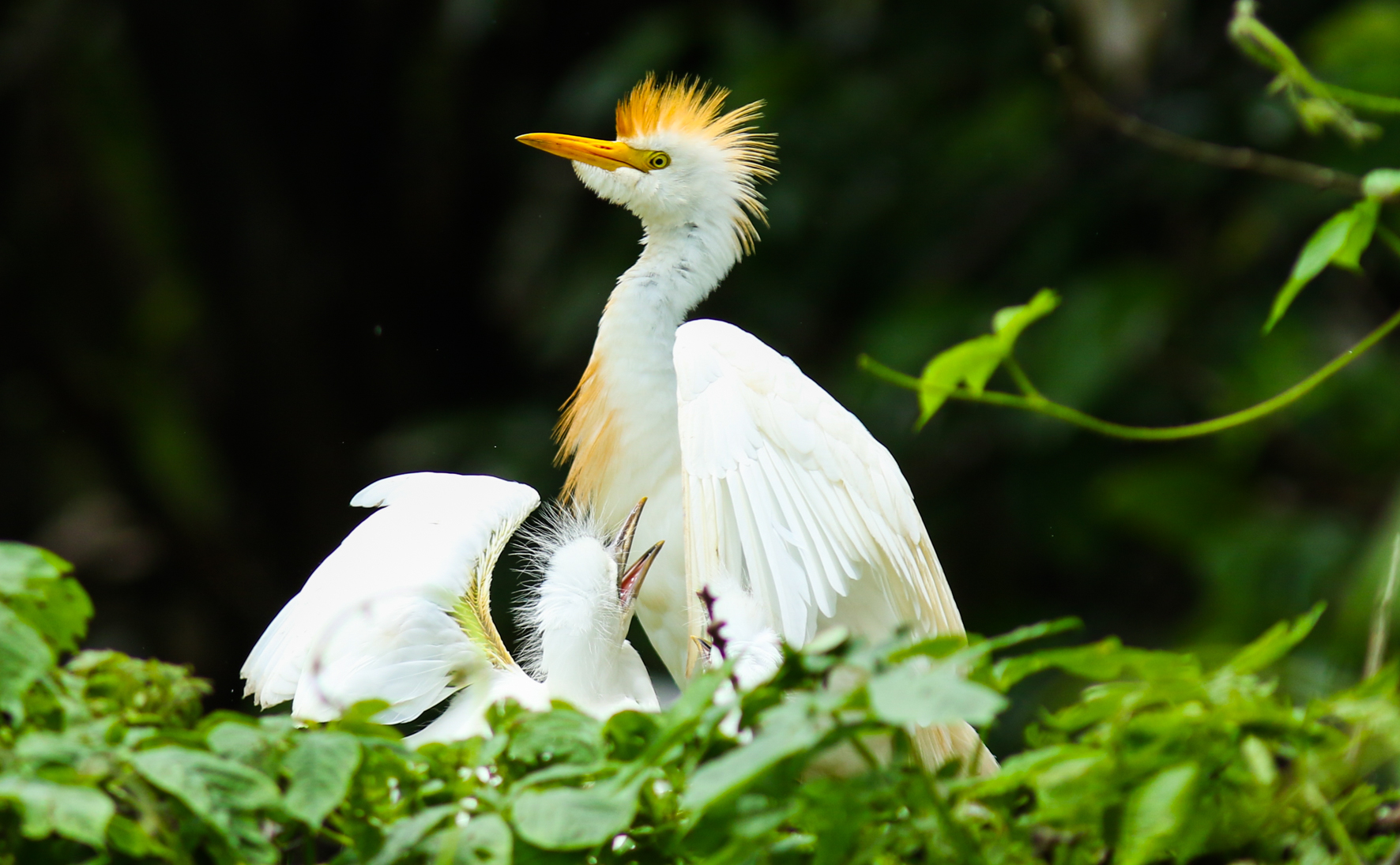
Adulte nourrissant ses oisillons.

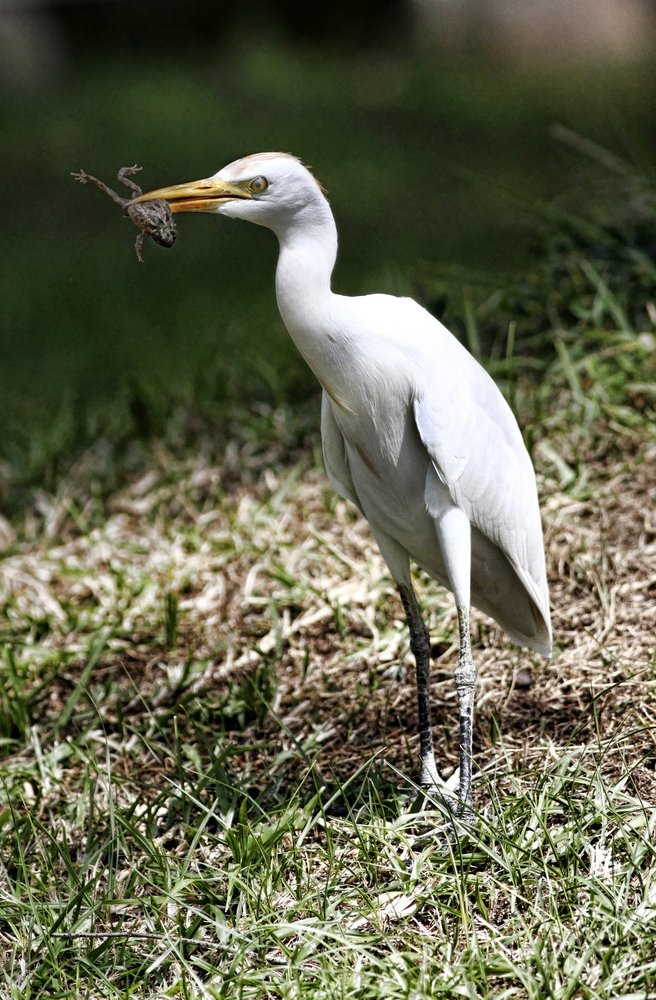
Un adulte au plumage hivernal mangeant une grenouille en Gambie.

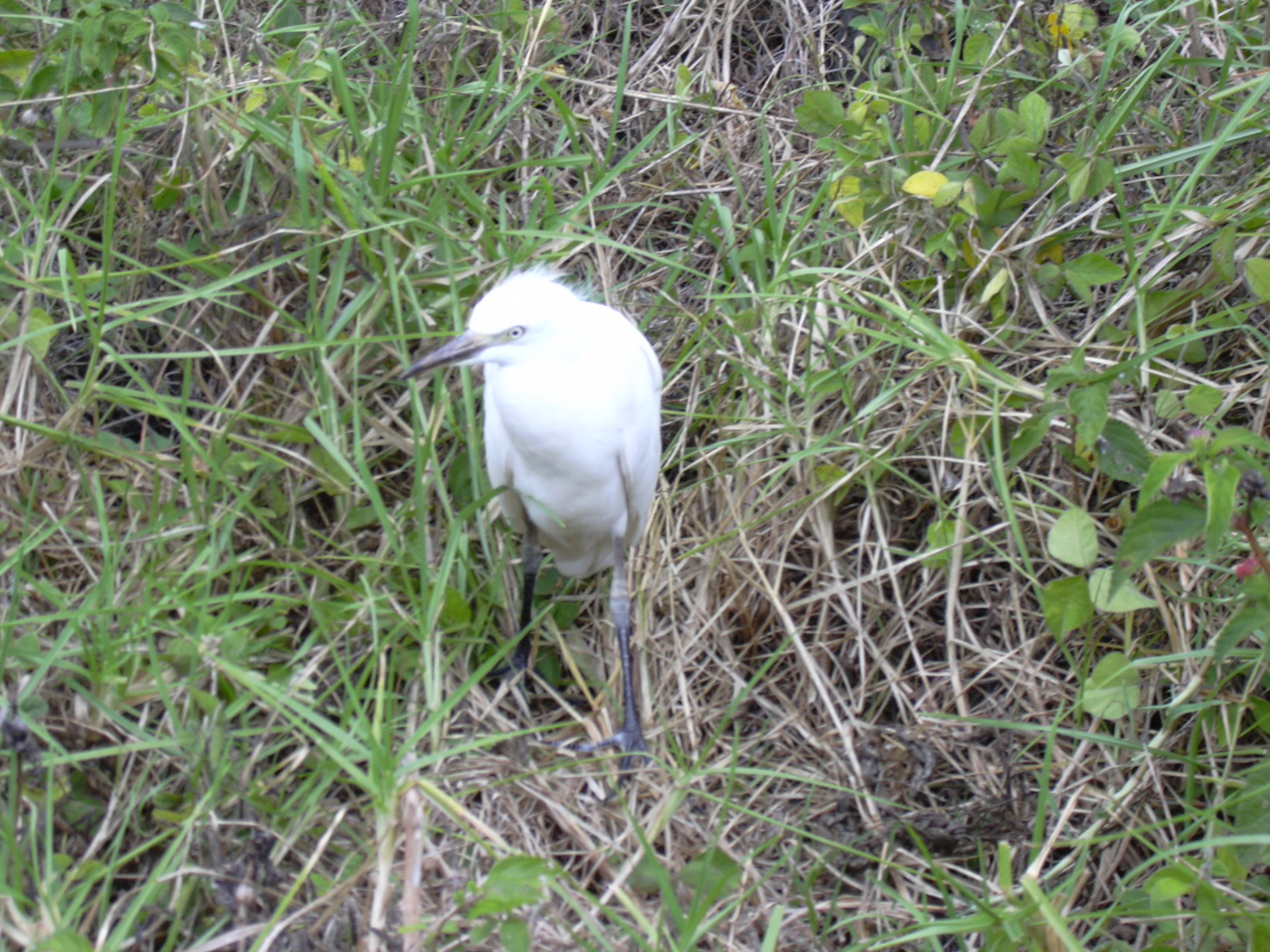
Juvénile à Maui (noter le bec noir).

Le héron garde-bœufs niche en colonies, qui sont souvent, mais pas toujours, trouvées autour de plans d'eau. Les colonies sont habituellement trouvées dans les forêts près des lacs ou des rivières, dans les marais, ou sur les petites îles côtières ou terrestres qui sont parfois partagées avec d'autres espèces d'oiseaux des zones humides, comme les hérons, les aigrettes, les ibis et les cormorans. La saison de reproduction varie en Asie du Sud. Dans le nord de l'Inde, la période de reproduction commence avec le début de la mousson, en mai. La saison de reproduction en Australie va de novembre à début janvier, avec une seule couvée par saison. En Amérique du Nord, la saison de reproduction dure d'avril à octobre. Aux Seychelles, la saison de reproduction de la sous-espèce B. i. seychellarum va aussi d'avril à octobre.
Le mâle parade dans un arbre de la colonie, en utilisant une série de comportements ritualisés comme secouer une brindille ou pointer verticalement le bec vers le haut et le couple se forme en trois ou quatre jours. Un nouveau compagnon est choisi à chaque saison ou quand la nidification ayant échoué, une nouvelle nidification commence. Le nid est une petite plate-forme faite de branches désordonnées placées dans un arbre ou un arbuste et est construit par les deux parents. Les branches sont collectées par le mâle et disposées par la femelle et le vol de bâtons est monnaie courante. La taille de la couvée peut aller d'un à cinq œufs, mais le plus souvent est de trois ou quatre. Les œufs bleu pâle sont de forme ovale et mesurent 45 mm × 53 mm. L'incubation dure environ 23 jours, les deux sexes se partageant les tâches d'incubation. Les poussins nidicoles sont partiellement couverts de duvet à l'éclosion, mais ne sont pas capables de se débrouiller par eux-mêmes. Ils deviennent capables de réguler seuls leur température à 9 à 12 jours et ont entièrement leur plumage entre 13 et 21 jours. Ils commencent à quitter le nid et grimper dans l'arbre autour de 2 semaines, volent vers 30 jours et deviennent indépendants à peu près au 45e jour.
Le héron garde-bœufs s'engage dans un faible parasitisme et il y a quelques cas d’œufs de héron garde-bœufs retrouvés dans les nids d'aigrettes neigeuses et d'aigrettes bleues, bien que ces œufs éclosent rarement. Il existe également des preuves d'un faible niveau de parasitisme intraspécifique, des femelles déposant leurs œufs dans les nids d'autres hérons garde-bœufs. On a aussi observé jusqu'à 30 % de copulations extraconjugales,.
La principale cause de mortalité des oisillons est le manque de nourriture. La rivalité fraternelle peut être intense et, en Afrique du Sud, les troisième et quatrième poussins meurent inévitablement de faim. Dans les habitats secs où l'alimentation contient moins d'amphibiens, les oisillons peuvent ne pas consommer suffisamment de vertébrés ce qui peut causer des anomalies osseuses chez les poussins en croissance par suite d'une carence de calcium. À la Barbade, les nids sont parfois attaqués par des singes grivets et une étude faite en Floride rapporte que la corneille de rivage et le rat noir peuvent mener des raids meurtriers sur des sites de nidification. La même étude a attribué une certaine mortalité aux Pélicans bruns nichant dans le voisinage, qui par hasard, mais souvent, font tomber les nids ou des oisillons. En Australie, les corbeaux de Torres, les aigles d'Australie et les pygargues blagres consomment œufs ou oisillons. Les tiques et les infections virales peuvent aussi être une cause de mortalité.

### Alimentation

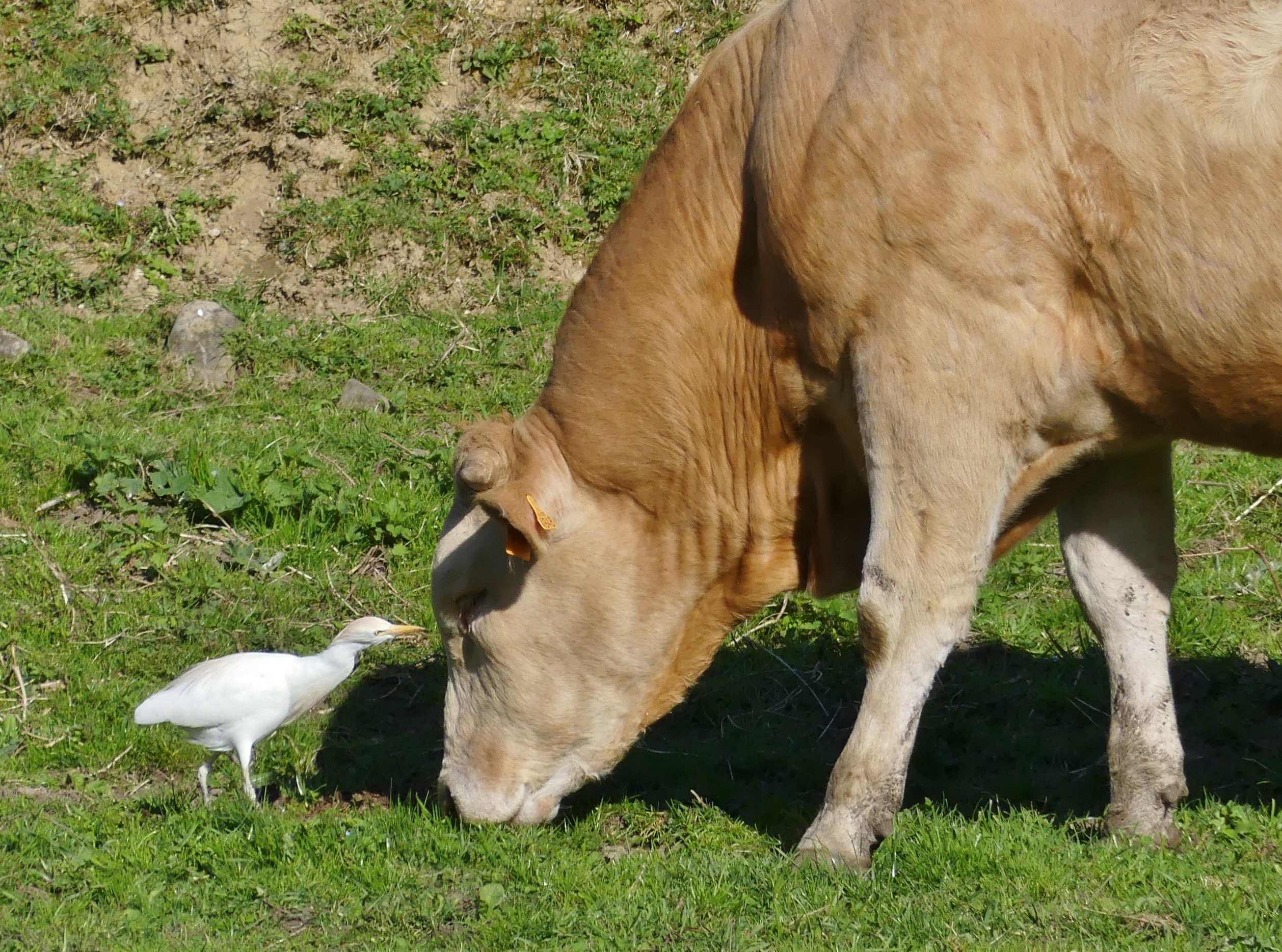
Héron garde-bœufs se nourrissant de mouches sur la tête d'un taureau en Savoie.

Le héron garde-bœufs se nourrit d'une grande variété de proies, notamment d'insectes, en particulier de sauterelles, de grillons, de mouches et de leurs asticots, de papillons, ainsi que d'araignées, de grenouilles et de vers de terre,. En période hivernale, les vertébrés (amphibiens, reptiles et petits mammifères — mulots, campagnols — qu'ils mulotent comme le font les renards) peuvent acquérir une place prédominante dans leur régime alimentaire. Dans de rares cas, on les a vus se nourrir de figues mûres le long des branches d'un figuier des banians. L'espèce se trouve généralement avec du bétail en pâture et capture de petits invertébrés dérangés par les sabots des mammifères. Elle suit les tracteurs et les charrues pour les mêmes raisons, avec un taux de capture plus efficace. Elle peut également se nourrir des ectoparasites présents sur la peau des ruminants ou des insectes pullulant dans les décharges, jouant un rôle important dans le contrôle biologique de ces parasites,. Des études ont montré que le héron garde-bœufs a beaucoup plus de succès à la chasse lorsqu'il recherche sa nourriture à proximité d'un gros animal que lorsqu'il se nourrit seul. Lorsqu'il recherche sa nourriture avec du bétail, on a montré qu'il avait environ 3,6 fois plus de chance de capturer des proies que lorsqu'il fourrage seul. Sa performance est similaire quand il suit les machines agricoles, mais il est forcé de se déplacer plus souvent.
Un héron garde-bœufs va faiblement défendre son territoire autour d'un grand mammifère contre les autres individus de son espèce et si la zone abonde d'oiseaux, il va abandonner les lieux et continuer sa recherche de nourriture ailleurs. Lorsque de nombreux grands animaux sont présents, le héron garde-bœufs va chercher sélectivement sa nourriture autour des espèces qui se déplacent à environ 5 à 15 pas par minute, en évitant les troupeaux plus rapides ou plus lents ; en Afrique, le héron garde-bœufs va ainsi préférer chercher sélectivement sa nourriture derrière le zèbre de Plaine, le cobe à croissant, le gnou bleu et le buffle d'Afrique. Les oiseaux dominants se nourrissent à proximité de l'hôte et obtiennent ainsi plus de nourriture.
Le héron garde-bœufs peut également faire preuve de polyvalence dans son régime alimentaire. Sur les îles avec des colonies d'oiseaux marins, il se nourrira d'œufs et de poussins de sternes et autres oiseaux marins. En cours de migration, il a également été signalé mangeant des oiseaux terrestres migrateurs épuisés. Ceux vivant aux Seychelles ont tendance également à s'adonner à un certain cleptoparasitisme, chassant les poussins des sternes fuligineuses et les forçant à restituer leur nourriture.

## Relation avec l'homme

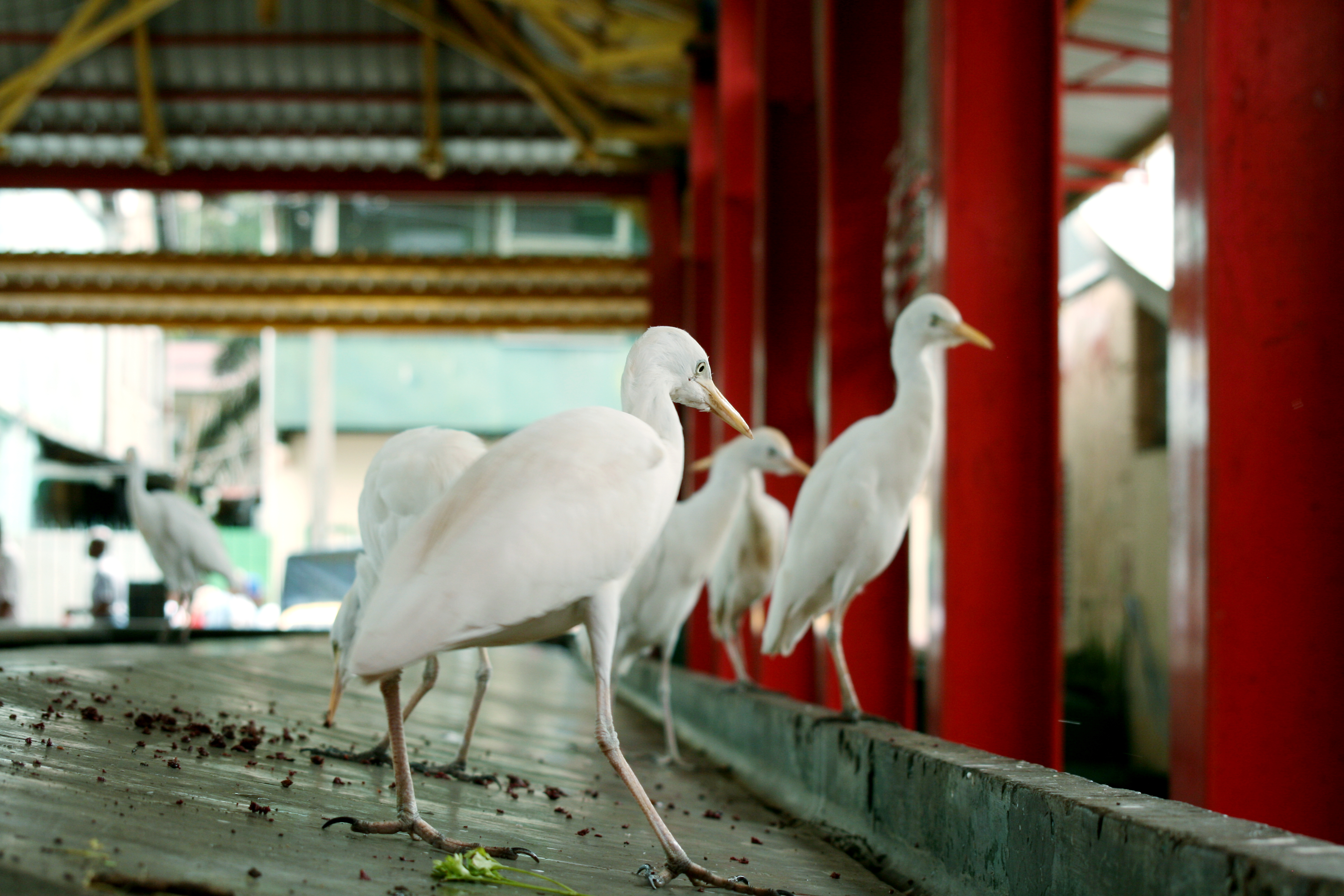
A. i. seychellarum attendant des déchets au marché aux poissons de Victoria (Seychelles).

Le héron garde-bœufs est un oiseau populaire chez les éleveurs de bétail pour son rôle bénéfique sur les gros animaux. Il est perçu comme un agent de lutte biologique contre les parasites du bétail tels que les tiques et les mouches. Une étude menée en Australie a constaté que le héron garde-bœufs réduit le nombre de mouches qui gêne les bovins en les picorant directement sur la peau. C'est ce bénéfice qui a incité les éleveurs et le Ministère hawaïen de l'Agriculture et des Forêts à libérer l'espèce à Hawaii,.
Toutes les interactions entre humains et hérons garde-bœufs ne sont pas bénéfiques. Ce dernier peut être un danger pour les avions à cause de son habitude à se nourrir en grands groupes sur les accotements herbeux des aéroports et il a été impliqué dans la propagation de maladies infectieuses d'origine animale tels que la cowdriose, la bursite infectieuse et éventuellement la maladie de Newcastle,.

## Taxinomie

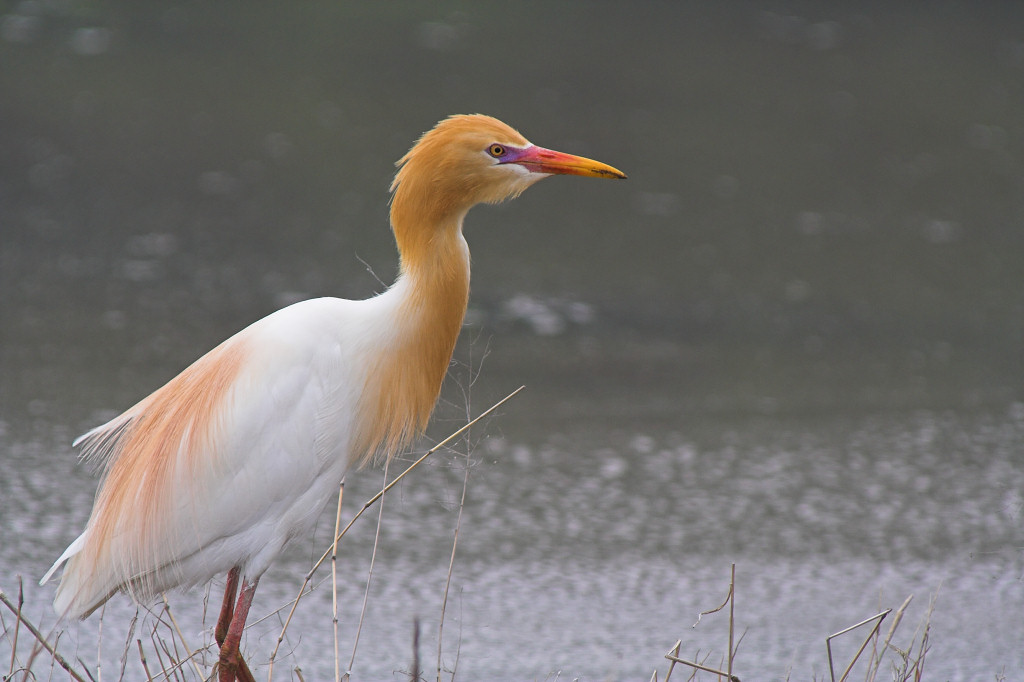
Le Garde-bœufs d'Asie A. coromanda adulte montre la coloration rouge des pattes et du bec en pleine période de reproduction. Il est beaucoup plus coloré que le héron garde-bœufs.

Le héron garde-bœufs a été décrit pour la première en 1758 par Carl von Linné dans son Systema Naturae sous le nom d’Ardea ibis mais a été déplacé dans son genre actuel par Charles-Lucien Bonaparte en 1855. Le nom de genre Bubulcus est le nom latin pour bouvier, se référant, comme le nom vernaculaire, à l'association de cette espèce avec le bétail. Ibis est un nom latin et grec (ίϐίς) attribué à l'origine à un autre échassier blanc, l'ibis sacré.
Le héron garde-bœufs a deux races géographiques qui sont parfois classées comme espèces à part entière : le héron garde-bœufs d'Afrique (A. ibis) et le héron garde-bœufs d'Asie (A. coromanda). Les deux races ont été séparées par McAllan et Bruce mais ont été considérées comme conspécifiques par presque tous les autres auteurs récents, jusqu'à la publication de Birds of South Asia. The Ripley Guide. La sous-espèce orientale, A. (i.) coromandus, décrite par Pieter Boddaert en 1783, vit en Asie et en Australasie, et l'occidentale occupe le reste du territoire y compris l'Amérique. Certaines autorités reconnaissent une troisième sous-espèce, le héron garde-bœufs des Seychelles (A. i. seychellarum), qui a été décrit pour la première fois par Finn Salomonsen en 1934.
En dépit de similitudes superficielles, le héron garde-bœufs est plus étroitement apparenté au genre Ardea, qui comprend les grands hérons typiques et la grande aigrette (A. alba), qu'à la majorité des espèces appelées aigrettes du genre Egretta. De rares cas d'hybridation avec Egretta caerulea, Egretta garzetta et Egretta thula ont été enregistrées. Ces deux conclusions contradictoires indiqueraient que cette espèce est en fait intermédiaire entre les hérons et les aigrettes.

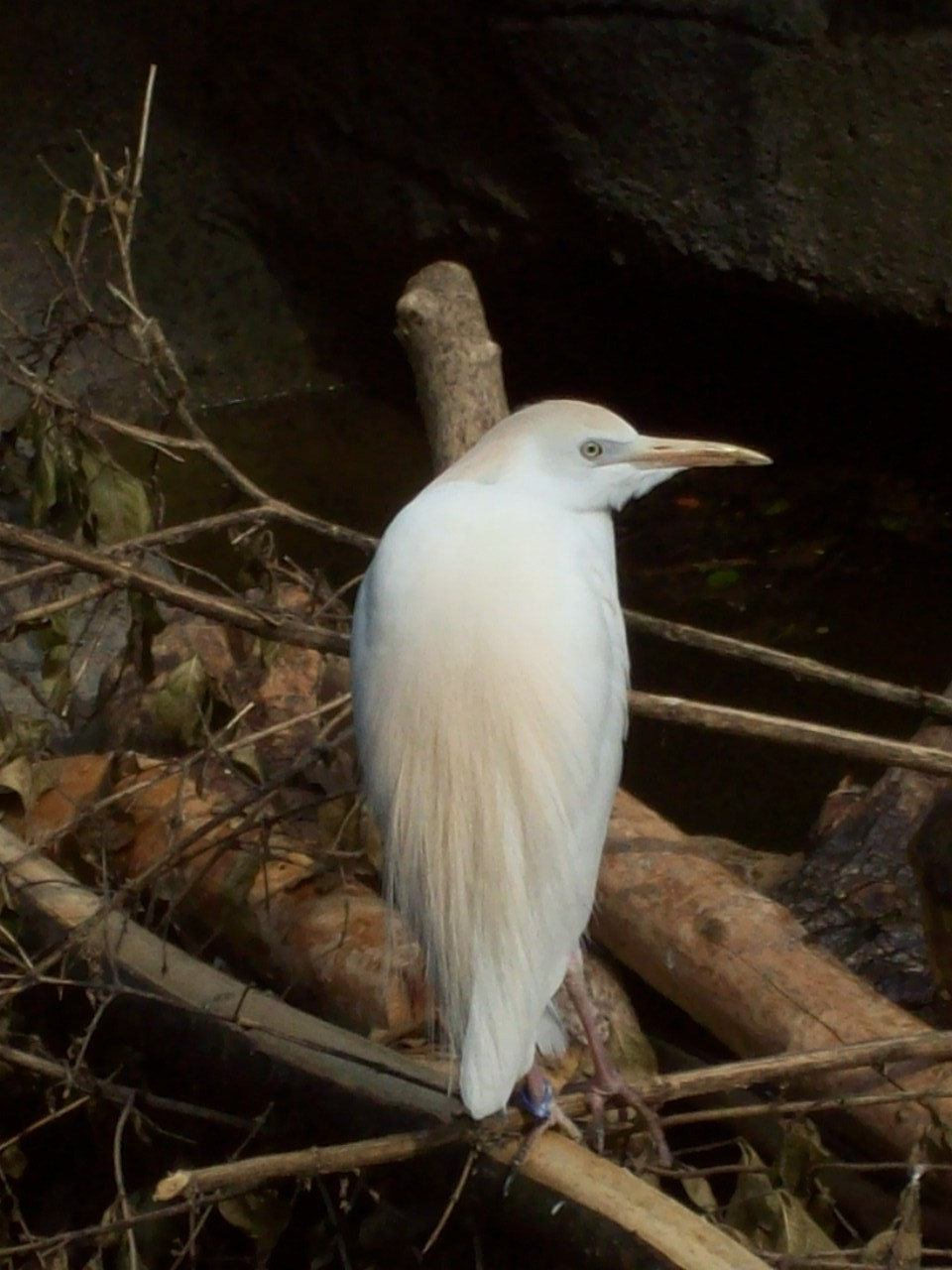
A. ibis adulte avec le cou rétracté.

## Philatélie
Ardea ibis figure sur un timbre émis par la République du Cap-Vert en 2003.

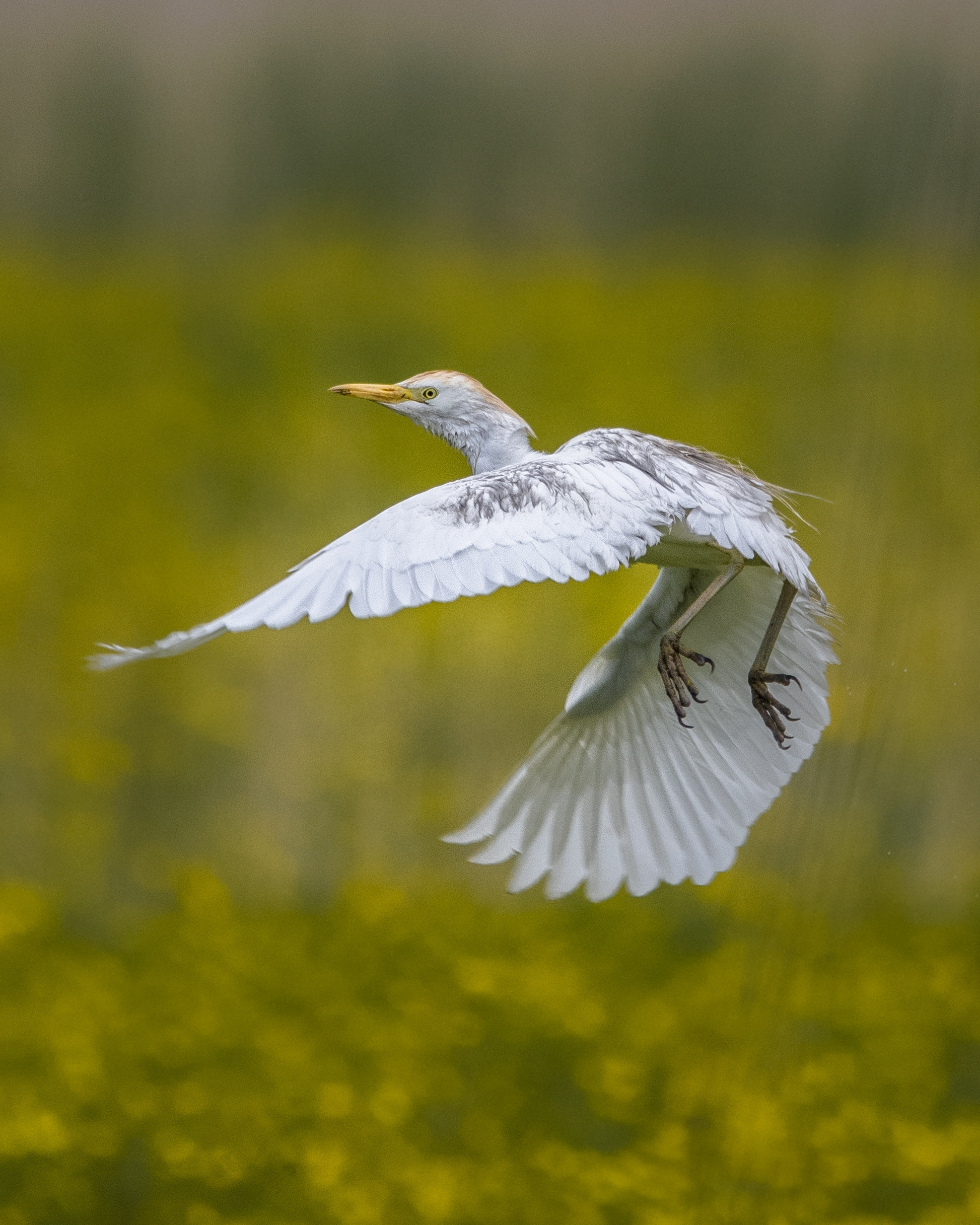
Héron garde-bœufs avec son plumage nuptial.

## Galerie

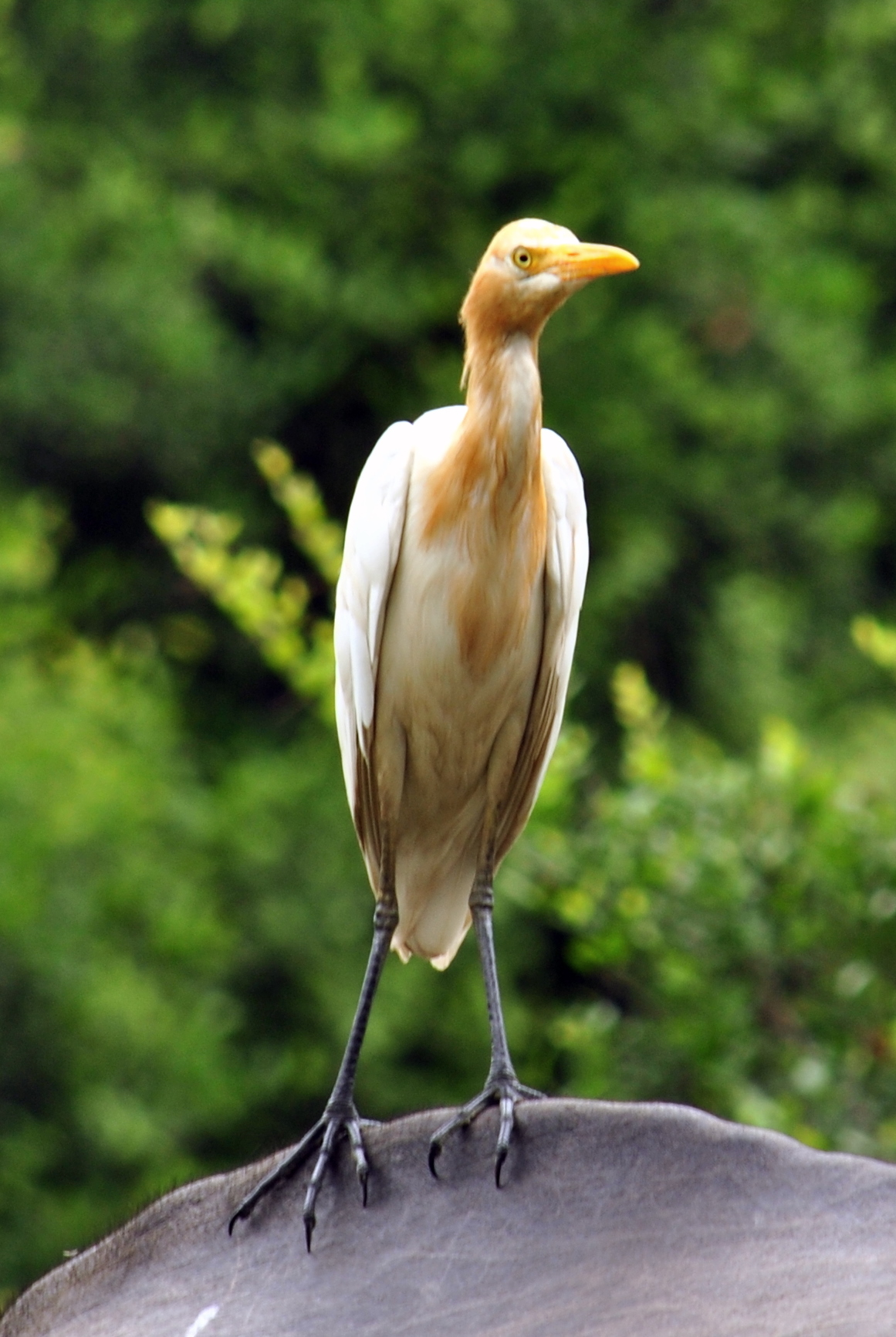
Un héron garde-bœufs sur l'arrière-train d'un buffle au Asola Bhatti Wildlife Sanctuary dans la région de Delhi en Inde.
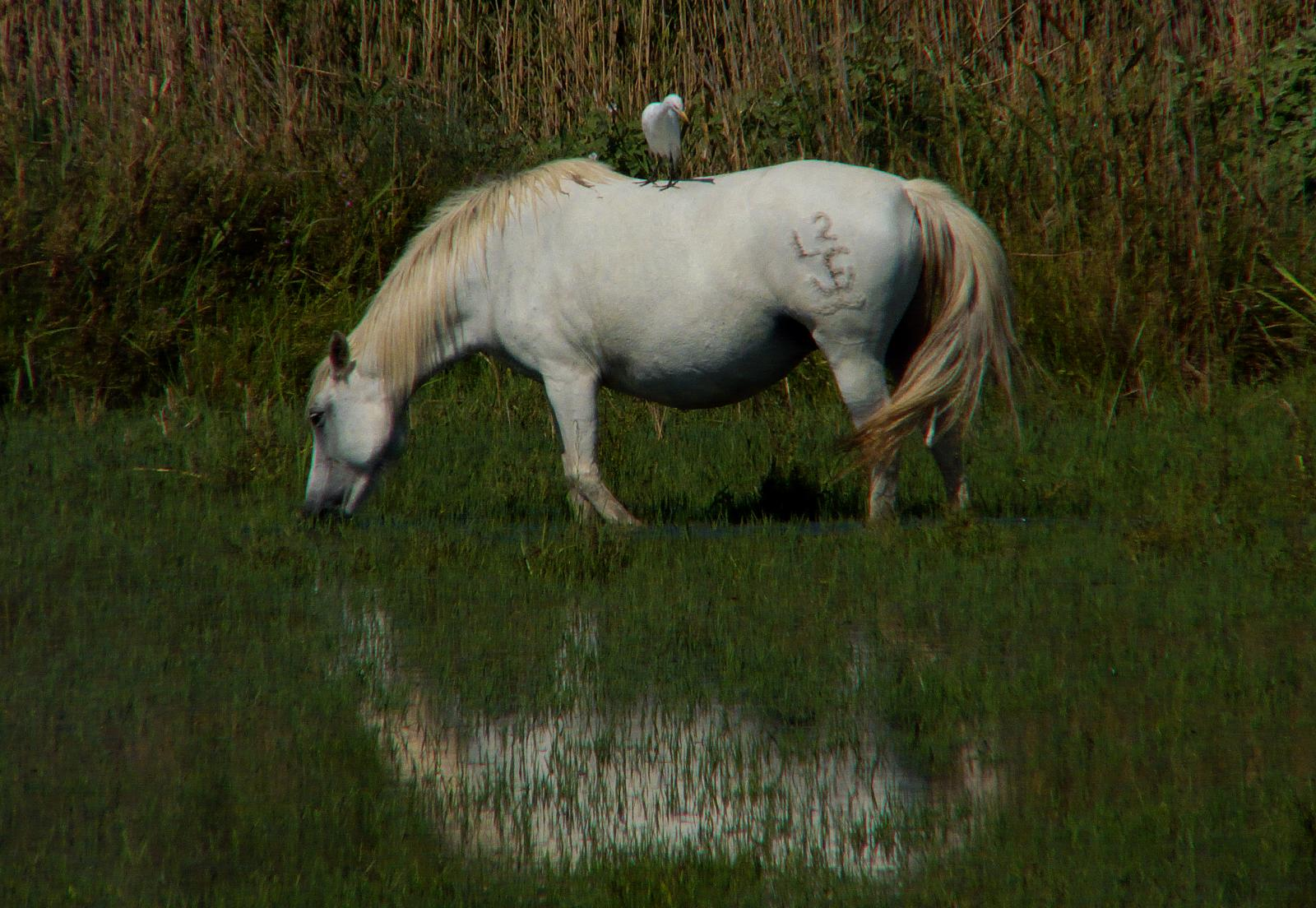
Héron garde-bœufs perché sur un cheval de Camargue.
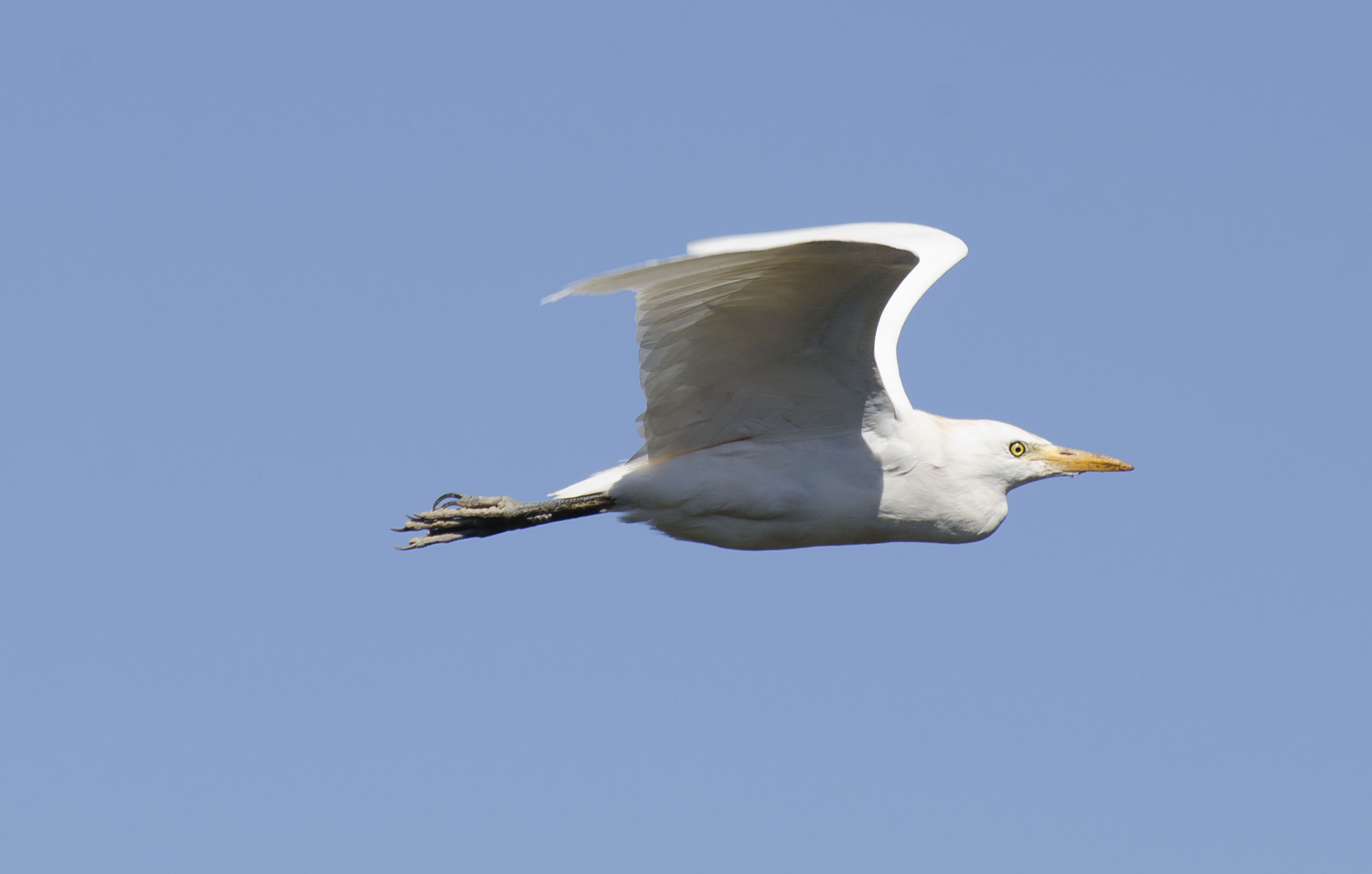
En vol, à Majorque.
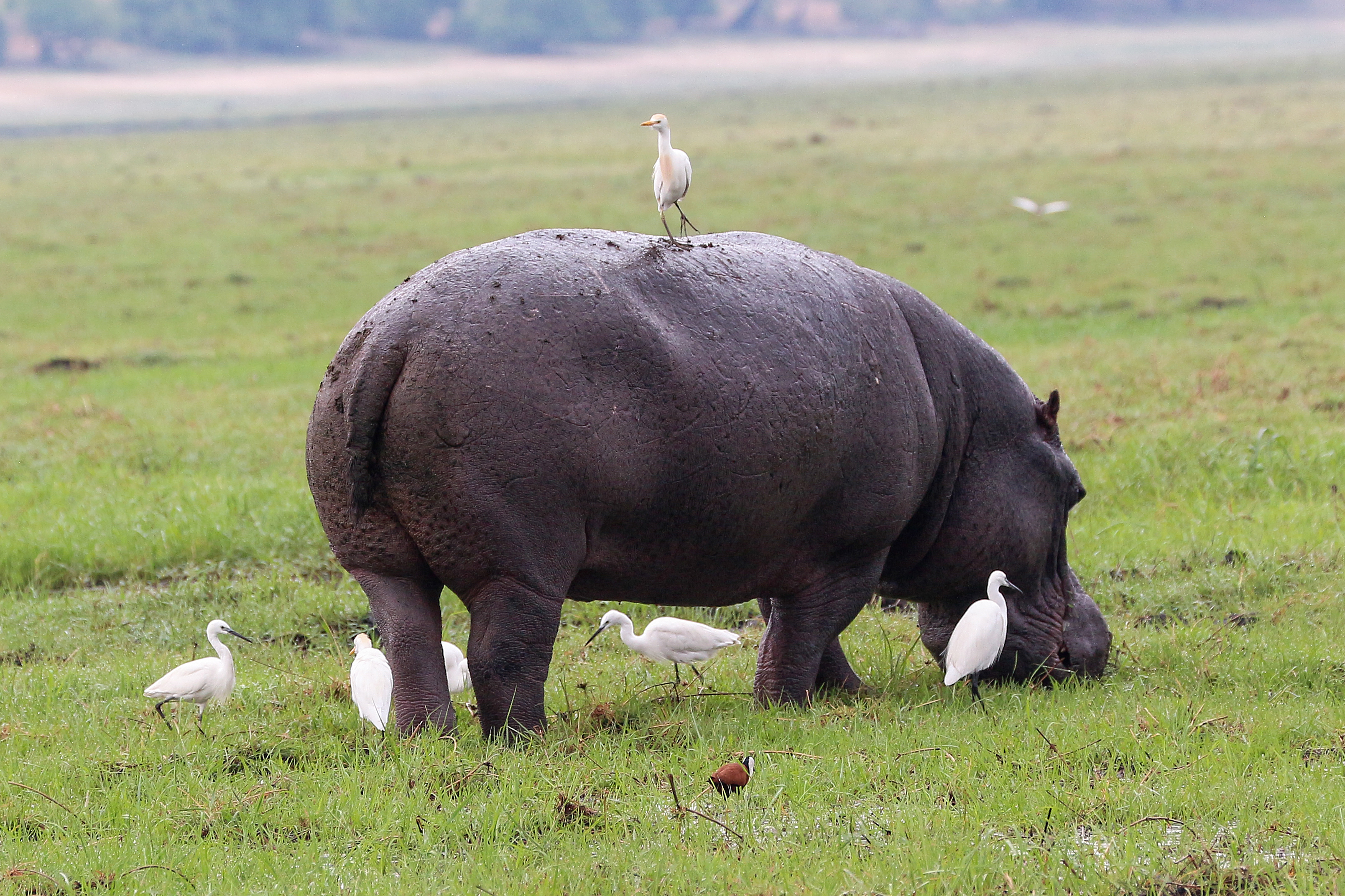
Héron garde-bœufs perché sur un hippopotame au Botswana.
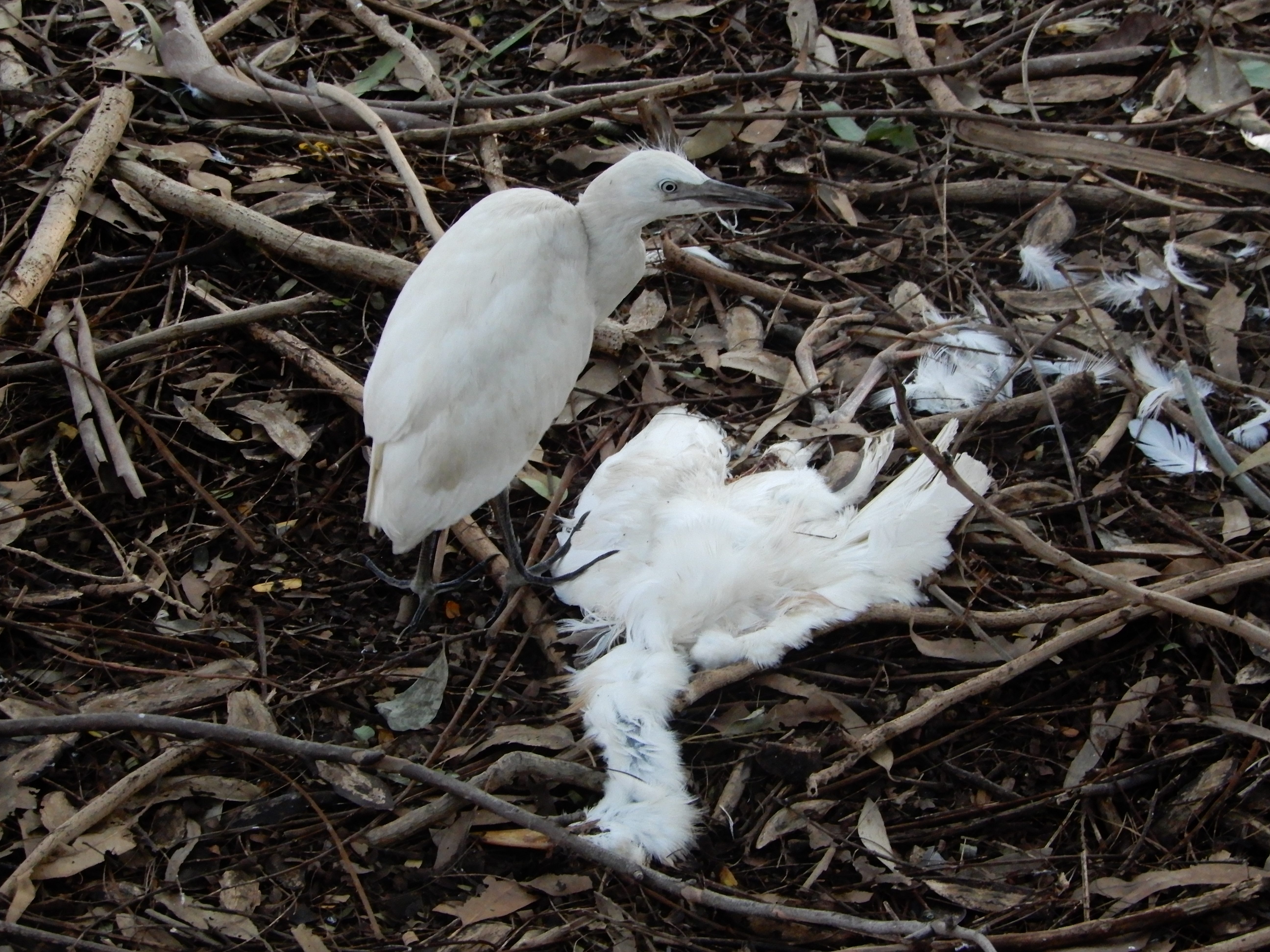
Héron au bec noir près d'un de ses congénères au bec orange dans le parc de Hann au Sénégal.